# الحجامة (سيت كوم)
الحجامة سلسلة تونسية من صنف كوميديا الموقف، عُرضت في شهر رمضان سنة 2017 على قناة الوطنية الأولى
من تأليف عمر التوتي وإخراج زياد ليتيم.

## القصة
تدور قصة المسلسل في صالون الحلاقة والتجميل الذي تديره المدام (Madame)، ويعرض قصص نسائية طريفة من واقع المجتمع التونسي بطريقة ساخرة وناقدة، وذلك عبر شخصيات نسائية تطرح وتناقش مختلف مشاكلها اليومية بشكل عام والاجتماعية بشكل خاص.

## الشخصيات

### الشخصيات الرئيسية
- وجيهة الجندوبي: «المدام» حلاقة وصاحبة صالون تجميل
- سماح السنكري: «منال» عاملة في صالون التجميل
- آمنة بن رجب (بيكا): «أحلام» عاملة في صالون التجميل
- ريم الحمروني: «سعيدة» عاملة في صالون التجميل
- سليم عاشور: «سليم» عامل في صالون التجميل

### ضيوف الشرف
- ريم البنا: «ريم البنا»
- نجوى زهير: «غالية»
- لبنى السديري: «الشرطية»
- بلال الباجي: «السباك»
- نجوى ميلاد
- سهير بن عمارة
- شاكرة رماح
- ألفة الطرودي
- نجلاء بن عبد الله
- زهرة الشتيوي

## وصلات خارجية
الحجامة (سيت كوم) على موقع قاعدة بيانات الأفلام العربية